# Ryszard Herczyński
Ryszard Herczyński (ur. 15 marca 1926 w Łodzi, zm. 26 marca 2009 w Warszawie) – specjalista w zakresie mechaniki płynów, fizyki statystycznej, matematycznych problemów w fizjologii.

## Działalność naukowa
Ukończył w 1951 r. Wydział Matematyki na Uniwersytecie Łódzkim, w 1955 r. obronił doktorat na Uniwersytecie Moskiewskim. W latach 1955–1986 pracownik naukowy w Zakładzie Mechaniki Cieczy i Gazów PAN oraz Instytutu Podstawowych Problemów Technicznych PAN. W 1960 r. uzyskał roczne stypendium naukowe w Cambridge, gdzie spotkał się m.in. z prof. Geoffreyem Taylorem i dr. George’em Batchelorem.
Od 1986 r. na wcześniejszej emeryturze. W latach 1987–1988 wykładowca (Visiting Fellow) w Trinity College, Cambridge; 1989–1990 w Queens College (Oksford). Zastępca dyrektora Instytutu Kultury Polskiej w Londynie w latach 1992–1995 odpowiedzialny za współpracę naukową między Polską i Wielką Brytanią.

## Działalność polityczna
W latach 1942–1948 w PPR do 1968 r. w PZPR, wystąpił z partii w proteście przeciw jej polityce. Należał w latach 1955–1980 do Związku Nauczycielstwa Polskiego.
W 1975 r. podpisał tzw. „List 59” przeciw zmianom w Konstytucji PRL. W 1976 r. autor publikacji w paryskiej „Kulturze” (ps. Bazyli Łopata), 1976–1977 anonimowo w „Nature”, w 1978 r. w „Zapisie” (ps. Kornel Jankowski).
Od IX 1980 r. w „Solidarności”. W 1980 był inicjatorem założenia Towarzystwa Popierania i Krzewienia Nauk. W grudniu 1981 uczestniczył w Kongresie Kultury Polskiej w Warszawie. W stanie wojennym internowany w Ośrodku Odosobnienia w Warszawie-Białołęce i Jaworzu. 9 maja 1982 r. aresztowany pod zarzutem kontaktów z osobami działającymi na rzecz obcej organizacji w celu działania na szkodę interesów politycznych PRL, 26 czerwca 1982 r. skazany w trybie doraźnym przez Sąd Warszawskiego Okręgu Wojskowego na 2 lata więzienia. 15 września 1982 r. w wyniku rewizji przed Izbą Wojskową Sądu Najwyższego uniewinniony i zwolniony. 1 października 1982 roku Sąd Najwyższy Izba Wojskowa uwzględnił rewizję złożoną przez prokuratora i uchylił wyrok. Sprawa została ponownie przekazana do rozpatrzenia sądowi I instancji. 18 października 1982 roku, po kolejnym rozpatrzeniu sprawy, Sąd Warszawskiego Okręgu Wojskowego skazał Ryszarda Herczyńskiego na karę 16 miesięcy pozbawienia wolności. 30 lipca 1983 został zwolniony na mocy amnestii.

## Publikacje
- Herczyński Ryszard, Jaworski Wojciech, Automatyczne przetwarzanie informacji, «Nowe Drogi» 1961 nr 1 s. 96–108
- Gajewski Piotr, Herczyński Ryszard, Teoria mechanicznej pompy molekularnej, IPPT PAN, 1971
- Herczyński Ryszard, On the effective transport coefficients, Warszawa, IPPT, 1976
- Bratos Magdalena, Herczyński Ryszard, The Shock Wave Structure in One-component Gas and in Binary Gas Mixture, IPPT PAN, 1983

- Herczyński Ryszard, Spętana nauka: opozycja intelektualna w Polsce 1945–1970, Warszawa, Wydawnictwo Naukowe Semper, 2008.
- Herczyński Ryszard, Fåhræus effect revisited, Archives of Mechanics 68, p. 81–93, 2016